# Vox humana (teaterpjäs)
Vox humana är en teaterpjäs av Jean Cocteau från 1930.
Stycket är en monolog där en kvinna i telefon tar farväl av sin älskare. Den hade premiär 1930 på Comédie-Française. 1948 filmatiserades den av Roberto Rossellini under titeln L'amore. 1959 skrev Francis Poulenc operan La voix humaine efter pjäsen. Vox humana har spelats flera gånger i Sverige. 1951 regisserade Ingmar Bergman en radioteateruppsättning för Sveriges Radio som sändes första gången 1956.